# Leonidas Aguirre
Leonidas Aguirre (Bogotá, 16 de junio de 1942-Bogotá, 5 de mayo de 2025) fue un futbolista colombiano que se desempeñó como defensa, y jugó toda su carrera en Independiente Santa Fe de su ciudad natal. Con el equipo cardenal, ganó 2 títulos; el campeonato de 1971 y la Copa Simón Bolívar en 1970.

## Trayectoria

### Inicios
Leonidas Aguirre nació en la ciudad de Bogotá, la capital de Colombia. Allí empezó a jugar al fútbol, y luego ingresó a las divisiones inferiores de Independiente Santa Fe. 

### Independiente Santa Fe
Después de jugar por unos años en las divisiones inferiores, Leonidas debutó como profesional en el año 1967. En sus primeros años, alternó la titularidad con la suplencia; hasta que en 1970, empezó a jugar con más regularidad. En ese mismo año, el bogotano ganaría su primer título como profesional cuando Independiente Santa Fe ganó la Copa Simón Bolívar. Un año después, en 1971; Aguirre tendría el mejor año de su carrera profesional cuando Santa Fe se coronó campeón del Fútbol Profesional Colombiano por quinta (5) vez en su historia. En ese año, sería titular en varios partidos; compartiendo con grandes jugadores como los colombianos Alfonso Cañón y Víctor Campaz, además del uruguayo Wálter Sossa. Al año siguiente, el conjunto cardenal de la ciudad de Bogotá, jugó la Copa Libertadores de América, y el defensor sería titular en varios partidos. A finales del año 1973, Leonidas se retiró del fútbol profesional a la edad de 31 años; y después de haber sido campeón del Fútbol Profesional Colombiano y haber jugado la Copa Libertadores de América con Independiente Santa Fe; club del cual se considera hincha.

## Clubes
| Club                        | País     | Año       |
| --------------------------- | -------- | --------- |
| Club Independiente Santa Fe | Colombia | 1967-1973 |

## Palmarés

### Campeonatos nacionales
| Título             | Club     | País     | Año  |
| ------------------ | -------- | -------- | ---- |
| Copa Simón Bolívar | Santa Fe | Colombia | 1970 |
| Primera División   | Santa Fe | Colombia | 1971 |